# Mwani (langue)
Le mwani, ou kimwani, est une langue bantoue parlée au Mozambique, où elle est une langue d’enseignement. En 2006, elle est parlée par près de 100 000 personnes dans la province de Cabo Delgado, le long de la côte et sur les Îles Quirimbas, par les populations Mwani.